# Jagdgeschwader 115
Das Jagdgeschwader 115 war ein Verband der Luftwaffe der Wehrmacht im Zweiten Weltkrieg.

## Geschichte
Die I. Gruppe des Jagdgeschwaders 115 wurde als Ausbildungseinheit am 3. September 1944 in Hagenow (Lage) aus der Flugzeugführerschule B 35 aufgestellt. Ein Geschwaderstab oder weitere Gruppen bestanden nicht. Am 15. Oktober 1944 wurde die I. Gruppe in die I. Gruppe des Jagdgeschwaders 107 umbenannt. Damit hatte das Geschwader aufgehört zu bestehen.